# 坎波 (西班牙)
坎波，是西班牙阿拉贡自治区韦斯卡省的一个市镇。总面积23平方公里，总人口323人（2018年），人口密度18.5人/平方公里。